# Standaardtype Velsen-Zeeweg

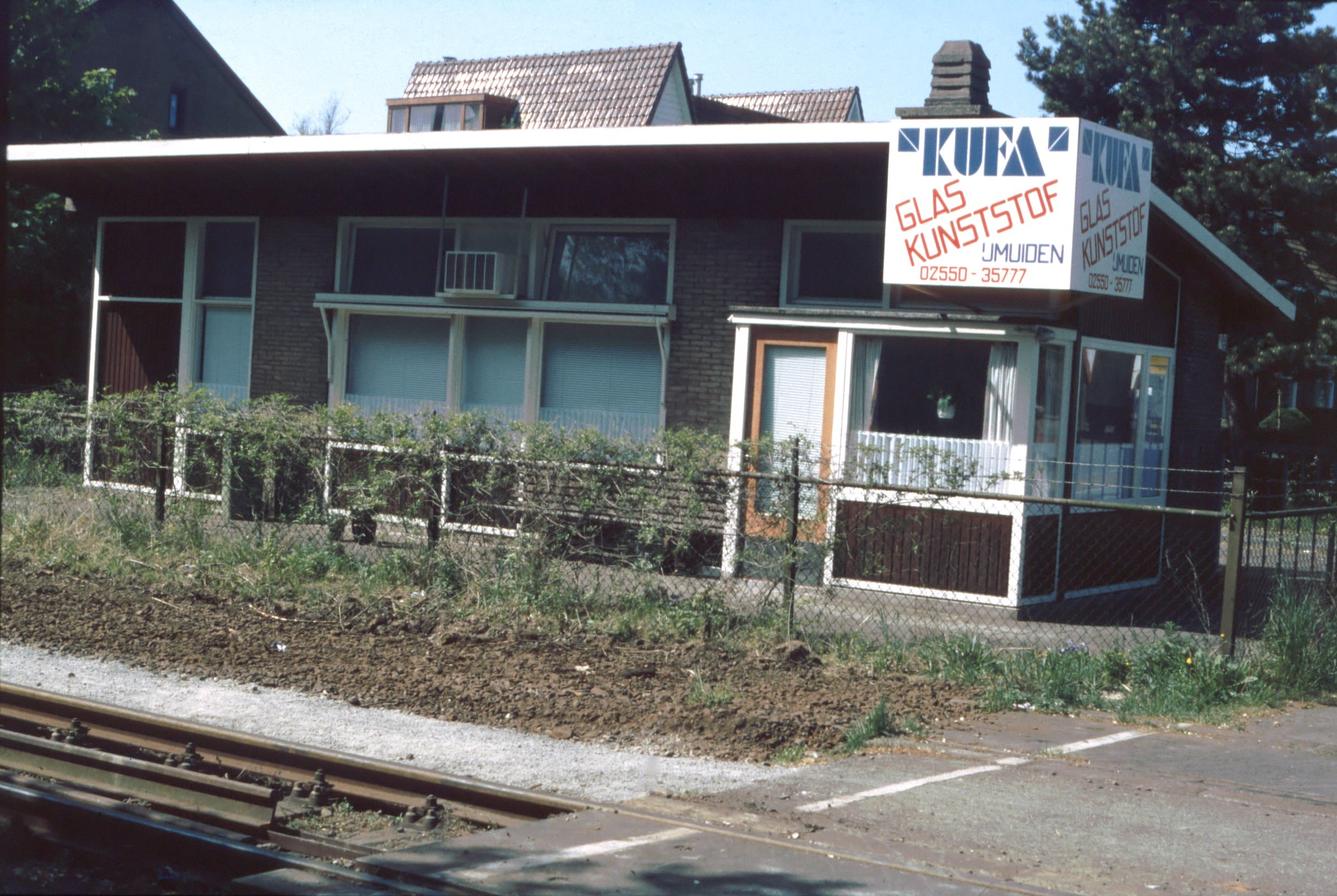
Station Velsen Zeeweg

Het Standaardtype Velsen-Zeeweg is een stationsontwerp dat voor enkele Nederlandse spoorwegstations eind jaren vijftig van de twintigste eeuw gebruikt werd. Het was een klein standaardhaltegebouwtje met eenvoudige houten puien en een lessenaarsdakje. De architect van dit type was Willem Kloos (1904-1960). Van dit type zijn vier stations gebouwd, waarvan er geen meer bestaat.
In 2016 verdween Velsen Zeeweg als laatste.

## Lijst van stations van het type Velsen-Zeeweg
- Station Koudum-Molkwerum (1958), gesloopt in 1991.
- Station Velsen Zeeweg (1958), gesloopt in 2016.
- Station Klarenbeek (1959), gesloopt in 1976.
- Station Zwolle Veerallee (1959), gesloopt in 2000.

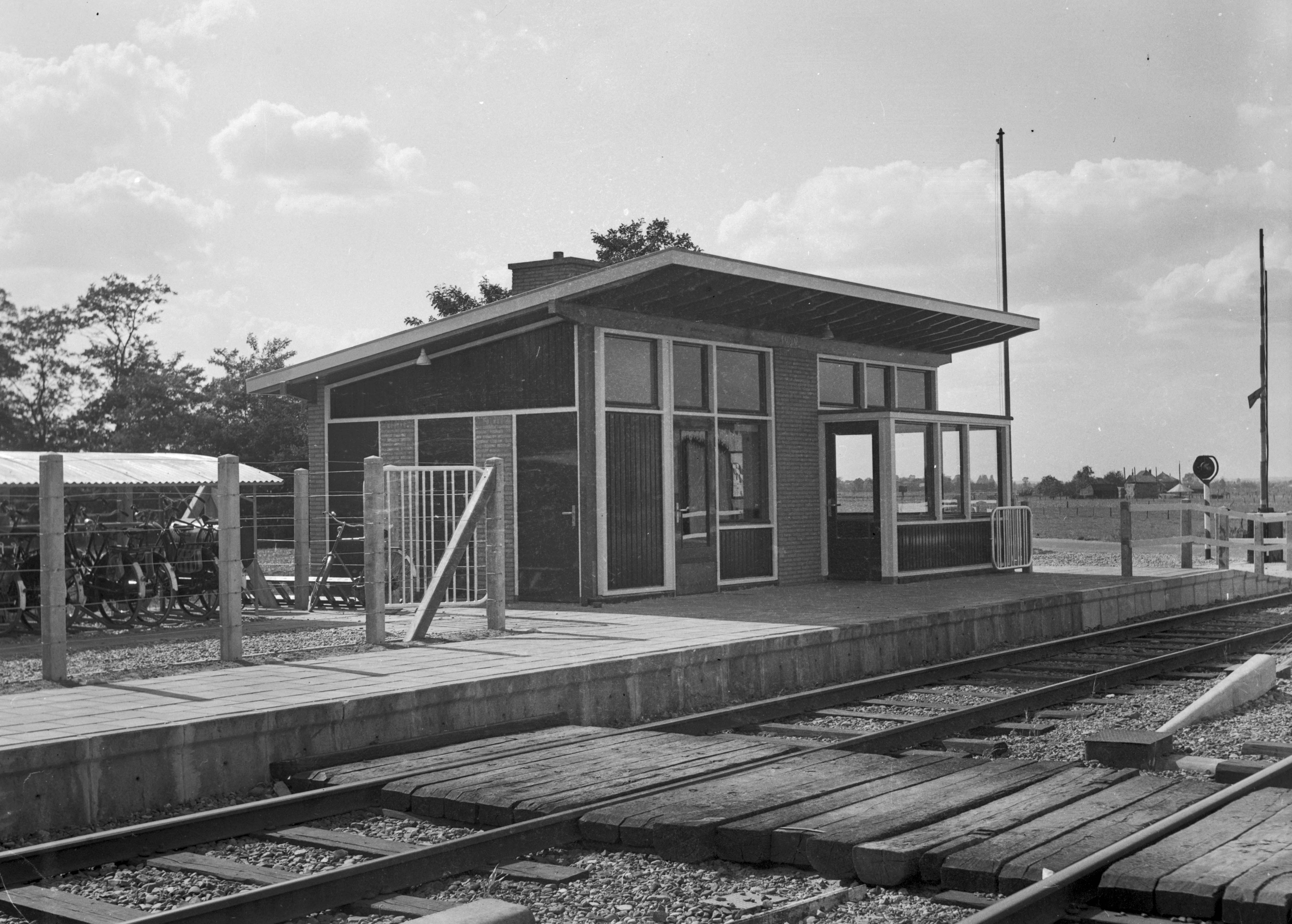
Klarenbeek (1959)
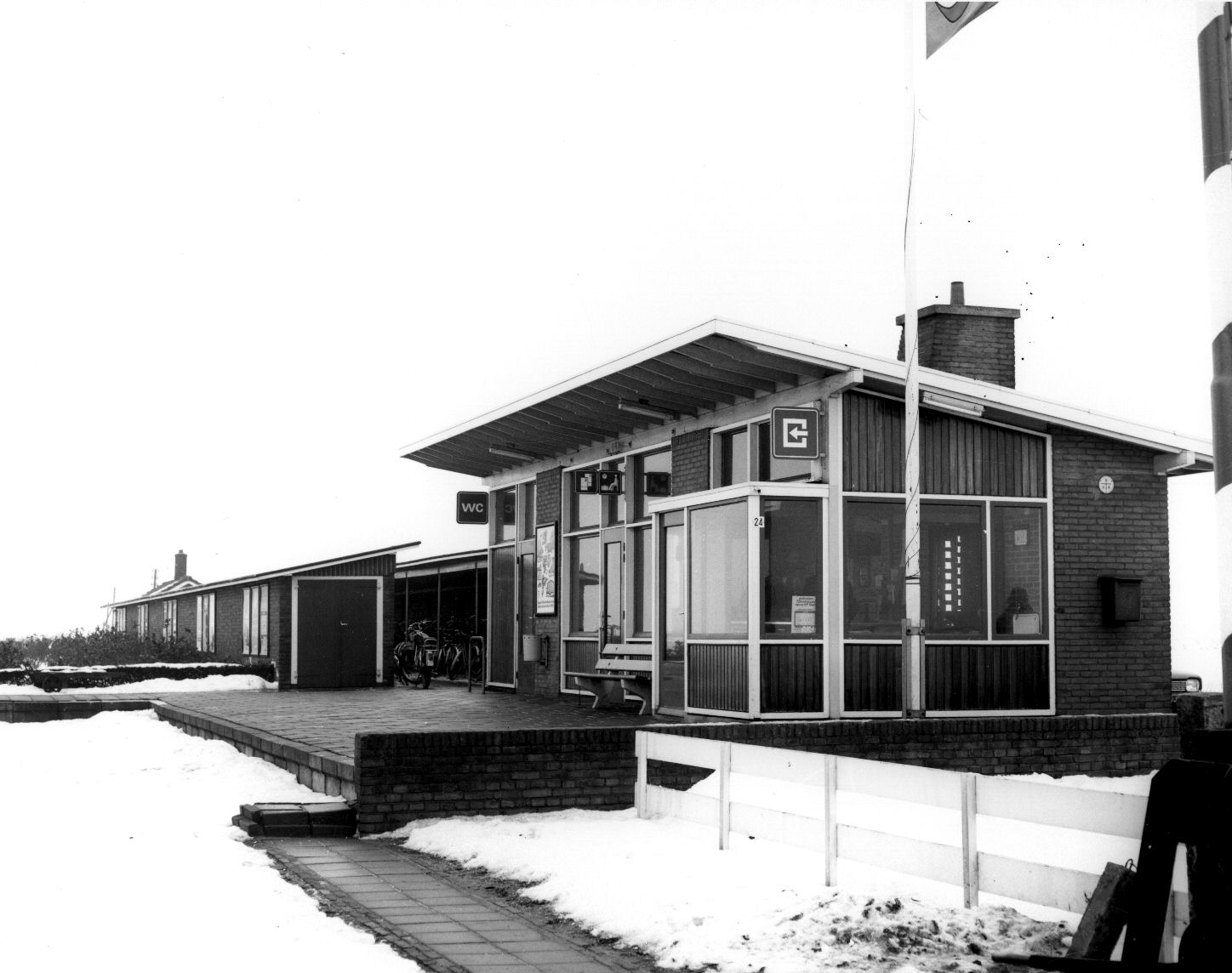
Koudum-Molkwerum bij Molkwerum (1971)